# Денисюк Світлана Георгіївна
Денисюк Світлана Георгіївна (нар. 5 грудня 1972, Вінниця) — українська науковиця, доктор політичних наук (2013), професор (2015), проректор з науково-педагогічної роботи і соціальних комунікацій ВНТУ (2019—2022), директор Інституту соціально-гуманітарних наук ВНТУ (2016).

## Професійна діяльність
- 1999—2000 — навчання на спецфакультеті практичної психології при Вінницькому обласному інституті післядипломної освіти педагогічних працівників;

- 2000—2004 — викладач психології, основ екології, біології, основ психології і педагогіки Вінницького коледжу менеджменту;

- 2003—2007 — здобувач кафедри політичних наук Національного педагогічного університету ім. М. П. Драгоманова (м. Київ);

- 2004—2007 — старший викладач кафедри гуманітарних та природничих дисциплін Вінницького інституту Міжрегіональної Академії управління персоналом (МАУП);

- 2007 — захист кандидатської дисертації на тему: «Імідж політичного лідера в контексті розвитку української політичної культури: особливості формування та механізми реалізації»   за спеціальністю 23.00.03 "Політична культура та ідеологія та присудження наукового ступеня кандидата політичних наук;

- 2007 — викладач кафедри українознавства, політології і права у Вінницькому національному технічному університеті;

- 2007—2012 — доцент кафедри українознавства, політології і права у ВНТУ;

- 2009—2012 — докторант у Національному педагогічному університеті імені М. П. Драгоманова;

- 2012 — професор кафедри суспільно-політичних наук у Вінницькому національному технічному університеті;

- 2013 — методист навчально-методичного відділу у ВНТУ;

- 2015 — професор кафедри суспільно-політичних наук у ВНТУ;

- 2016 — директор навчально-наукового Інституту соціально-гуманітарних наук ВНТУ;

- 2019 — в. о. проректора з науково-педагогічної роботи по організації виховного процесу;

- 2020-2022 — проректор з науково-педагогічної роботи і соціальних комунікацій ВНТУ.

## Наукові ступені та вчені звання
- 2007 — кандидат політичних наук зі спеціальності політична культура та ідеологія[3];
- 2010 — присвоєно вчене звання доцента[4];
- 2013 — присуджено науковий ступінь доктор політичних наук зі спеціальності політична культура та ідеологія[3];

## Нагороди
- 2020 — Почесна грамота Міністерства освіти і науки України за ініціативу та наполегливість, високий професіоналізм, сумлінне виконання службових обов'язків та вагомий внесок у розвиток сфери освіти і науки України[5][6].

## Наукова та громадська діяльність
С. Г. Денисюк є автором понад 200 наукових та навчально-методичних публікацій, серед яких 4 монографії, 2 навчальних посібники та понад 200 наукових статей у фахових виданнях України.
Член двох редакційних колегій: фахового журналу наукових праць з політології, філософії та історії «Гілея» фахового журналу з політичних наук «Політичні дослідження», фахового журналу з державного управління «Публічне урядування» і міжнародного журналу «Парадигма пізнання: гуманітарні питання» .

## Монографії, підручники та навчальні посібники
- Імідж політичного лідера: проблеми формування та практичної реалізації[8]: монографія / В. О. Корнієнко, С. Г. Денисюк. — Вінниця: УНІВЕРСУМ-Вінниця, 2009. — 145 с.
- Комунікологія[9]: навчальний посібник / С. Г. Денисюк. — Вінниця: ВНТУ, 2015. — 102 с.
- Культурологічні виміри політичної комунікації[10]: монографія / С. Г. Денисюк. — Вінниця: ВНТУ, 2012. — 392 с. — ISBN 978-966-641-471-0.
- Моделювання політичних процесів[11] / С. Г. Денисюк, А. А. Шиян // Прикладна політологія: навчальний посіб. / за ред. В. П. Горбатенка. — Київ: ВЦ «Академія», 2008. — С. 453—464.
- Моделювання процесів у політико-комунікативному просторі[12]: монографія / В. О. Корнієнко, С. Г. Денисюк, А. А. Шиян. — Вінниця: ВНТУ, 2009. — 207 с. — ISBN 978-966-641-336-2
- Політологія [Електронний ресурс]: курс лекцій із дистанційної форми навчання для студентів усіх спеціальностей / В. О. Корнієнко, С. Г. Денисюк. — ВНТУ, 2007. — 253 с.
- Політологія для вчителя: навчальний посібник для студ. педагогічних ВНЗ[13] / С. Г. Денисюк // Політологія для вчителя: навчальний посібник для студ. педагогічних ВНЗ / за ред. : К. О. Ващенка, В. О. Корнієнка. — Київ: Вид-во імені М. П. Драгоманова, 2011. — С. 345—368.
- Технологічні виміри політичної комунікації[14]: монографія / С. Г. Денисюк. — Вінниця: ВНТУ, 2010. — 276 с. — ISBN 978-966-641-386-7.